# 11 bit studios
11 bit studios S.A. — польська компанія, що займається розробленням і випуском відеоігор, з головним офісом у Варшаві. Заснована 2009 року Гжегожем Мєховським (пол. Grzegorz Miechowski) та колишніми співробітниками інших польських відеоігрових компаній: CD Projekt та Metropolis Software. Того ж року акції компанії зареєстрували на фондовій біржі «New Connect», але з 2015-го вони почали котуватися на Варшавській фондовій біржі. 2017 року в 11 bit studios працював 101 співробітник.
Історія компанія розпочалася з випуску відеогри «Anomaly: Warzone Earth», розроблення якої здебільшого велося зусиллями п'ятьох осіб. Вона не лише отримала схвальні відгуки від оглядачів і стала комерційно успішною, а й запам'яталася своїм особливим ігровим процесом, ставши першою відеогрою жанру tower offense. Після успіху свого дебютного проєкту компанія продовжила розвивати всесвіт «Anomaly», випустивши ще три проєкти: Anomaly: Korea (2012), Anomaly 2 (2013) та Anomaly Defenders (2014), яка завершила серію. Упродовж 2012-го 11 bit studios також випустила інші дві відеогри: аркаду «Funky Smugglers» та платформер «Sleepwalker's Journey», проте вони не досягли тієї ж впізнаваності та популярності. 11 bit studios стала широко відомою після випуску This War of Mine (2014) та Frostpunk (2018). Обидві стали комерційно успішними, отримавши вельми схвальні відгуки від оглядачів і гравців. Створення цих двох проєктів відкрило компанії нові шляхи для розвитку як у розробленні власних проєктів, так і у випуску відеоігор від інших компаній, чим 11 bit studios активно зайнялася одразу після успіху This War of Mine, випустивши зокрема такі проєкти, як «Moonlighter» (2018) та Children of Morta (2019).
До 2016 року 11 bit studios також займалася розповсюдженням відеоігор, відкривши 25 квітня 2014 року свою інтернет-крамницю «Games Republic» (укр. Відеоігрова республіка). Проте через незадовільні фінансові результати крамницю вирішили закрити, а дочірню компанію, що займалася підтримкою сервісу, продати.

## Історія
11 bit studios була заснована у грудні 2009 року Гжегожем Мєховським (пол. Grzegorz Miechowski) у польській столиці Варшаві. До цього Гжегож разом з Адріаном Хмєляжем (пол. Adrian Chmielarz) були співзасновниками та очільниками іншої польської відеоігрової компанії «Metropolis Software» (відомої розробленням Tajemnica Statuetki, Gorky, Infernal та інших), придбаної 2008 року CD Projekt (The Witcher). Новоутворена команда 11 bit studios була сформована саме зі співробітників цих двох компаній. 28 жовтня 2010 року акції 11 bit studios зареєстрували на New Connect, фондовій біржі для невеликих підприємств.

### Перші проєкти
Першим проєктом студії, який розроблювався зусиллями п'ятьох осіб, стала відеогра «Anomaly: Warzone Earth», офіційно анонсована у жовтні 2010 року та випущена у квітні 2011-го. Відеогра стала комерційно успішною та отримала схвальні відгуки від оглядачів. Anomaly: Warzone Earth спершу була випущена для Microsoft Windows і macOS, та згодом її портували для iOS й Android, а також Xbox Live Arcade та PlayStation 3. Однією з головних особливостей відеогри став її ігровий процес, який, на відміну від класичних проєктів жанру tower defense, зосереджувався не на спорудженні веж/башт для захисту від ворожих сил, а навпаки, полягав у проведенні власних військ через ворожі укріплення. Anomaly: Warzone Earth стала першою відеогрою такого жанру, який описується та згадується у різних джерелах, як «reverse tower defense» (укр. обернений tower defense), або просто «tower offense» чи «tower attack».
Успіх Anomaly дозволив компанії зайнятися розвитком серії та спробувати запустити інші проєкти. За рік 11 bit studios поділилася першими планами на майбутнє, анонсувавши розроблення прямого продовження для Warzone Earth під назвою «Korea» та двох інших проєктів: аркадного симулятора працівника аеропорту «Funky Smugglers» та платформера-головоломки «Sleepwalker's Journey». Усі три були випущені впродовж 2012 року для iOS та Android, отримавши схвальні відгуки від оглядачів і гравців. Хоча Warzone Earth, якою 11 bit studios започаткувала серію «Anomaly», спершу була випущена саме для комп'ютерів і лише згодом портована для мобільних пристроїв, випуск Korea, яка є повноцінним продовженням першої частини, проходив протилежно: випуск для смартфонів відбувся у грудні 2012 року, а версія для комп'ютерів була випущена лише згодом.
На початку 2013 року 11 bit studios анонсувала розроблення продовження для Anomaly Korea під назвою «Anomaly 2», яка, на відміну від своєї попередниці, стала передусім відеогрою для персональних комп'ютерів. За два тижні до анонсу компанія провела промоційну кампанію на підтримку Anomaly 2, за умовами якої, охочі могли передзамовити тоді ще не розголошений проєкт за половину від повної ціни, отримавши також дарунок від студії у грі. Відеогра була випущена для Microsoft Windows, macOS та Linux 15 травня 2013 року, того ж року портована у жовтні для iOS та у листопаді для Android. Наступного року відеогра була випущена й для PlayStation 4. Anomaly 2 була схвально сприйнята гравцями та оглядачами, які відзначили значний зріст якості графічної складової, цікавинки та нові особливості ігрового процесу як під час однокористувацької гри, так і в багатокористувацькому режимі, якого бракувало оглядачам в Anomaly Korea, а також дизайн рівнів. Проте вони також відзначали, що відеогрі бракує нововведень та оригінальності.

### This War of Mine та завершення Anomaly
2014 року до компанії доєдналися продюсер Марек Зємак (пол. Marek Ziemak) і дизайнер ігрового процесу Мацей Щенсьнік (пол. Maciej Szczęśnik), які до цього працювали в CD Project RED над створенням The Witcher 3: Wild Hunt. Навесні компанія анонсувала створення двох нових проєктів, що мали вийти того ж року: Anomaly Defenders, випуск якої для Microsoft Windows, macOS і Linux відбувся наприкінці травня, а також This War of Mine, яка була випущена восени. В анонсі розробники заявили, що Anomaly Defenders стане останнім проєктом серії, а ігровий процес буде побудований, на відміну від попередніх частин, у жанрі tower defense. Згідно з даними аналітичних вебсайтів «Metacritic» та «OpenCritic» відеогра отримала змішані відгуки від оглядачів і гравців. Вони відзначали, що відеогра багато в чому поступається попереднім частинам серії, зокрема масштабністю та відсутністю яскравих нововведень в ігровому процесі. Упродовж року розробники портували відеогру для iOS та Android. 14 листопада 11 bit studios випустила свою другу заплановану відеогру, яка досягла значно вищих висот, ставши одним із найуспішніших проєктів компанії. This War of Mine отримала не лише вельми схвальні відгуки від оглядачів і гравців, а й стала комерційно успішною: суму для покриття усіх видатків на створення та просування проєкту було зібрано вже за перших два дні від випуску. Відеогру хвалили за особливості ігрового процесу, емоційність викладених подій та співпереживання до героїв, що утворюється впродовж гри. Через кілька днів після випуску This War of Mine піар- та маркетинг-менеджер компанії Кароль Зайончковський (пол. Karol Zajączkowski) поширив кілька безкоштовних кодів, необхідних для активації відеогри в Steam, на вебсайті «The Pirate Bay», попросивши користувачів поділитися зі знайомими будь-якими позитивними враженнями від відеогри: «Якщо за якихось певних обставин ви не можете дозволити собі придбати гру, все гаразд... І якщо після проведеного в грі часу вона вам сподобається, просто розкажіть про неї іншим, ви нам дуже цим допоможете». Для підтримки благодійної організації «War Child UK» розробники створили спеціальне доповнення до This War of Mine, яке додавало картини на воєнну тематику відомих художників. 20 грудня 2018 року 11 bit studios відзвітувала, що на продажах вдалося зібрати понад 500 тисяч доларів США. Продажі самої ж відеогри за перший рік склали понад 700 тисяч копій, а 2019-го перетнули помітку в 4,5 мільйони. З 2015 року акції компанії почали котуватися на Варшавській фондовій біржі. Тоді у компанії працював 61 співробітник, проте вже наступного року команда розширилася до 69 осіб.
Також 2014 рік відзначився для 11 bit studios запуском їхнього видавничого підрозділу «11 bit launchpad». Першим проєктом видавця стала відеогра «Spacecom» від Flow Combine, випущена компанією восени того ж року. 11 bit launchpad мала стати звичайним видавничим брендом (лейблом) компанії, але успіх This War of Mine дозволив компанії не лише розширити можливості у галузі, а й витратити більше часу на підготовку до випуску нових проєктів. За словами Павела Фельдмана, команда впродовж вісімнадцяти місяців перебрала понад сотню різноманітних відеоігор у спробах визначити свою ідентичність: «Інший шлях, якому ми віддаємо перевагу, полягає у обранні тільки тих ігор, які ми розуміємо та, що найважливіше, про які знаємо як говорити, і можемо бути певними, що вони отримають повну нашу увагу — таку ж увагу, яку ми приділили This War of Mine».
Через два роки після випуску This War of Mine компанія анонсувала розроблення відеогри «Frostpunk», оприлюднивши перше промоційне відео. Розробники розповіли, що, як і в This War of Mine, у Frostpunk гравцям доведеться вирішувати складні моральні дилеми, проте події гри відбуватимуться вже у повністю засніженому світі. Випуск відеогри був запланований на 2017 рік.

### Видавець відеоігор і Frostpunk
2017 року успішність This War of Mine не лише дозволила компанії вести кілька нових проєктів одночасно, а й також збільшити кількість співробітників до 101 особи. Того ж року компанія продовжила займатися видавничою діяльністю: новим проєктом стала відеогра «Beat Cop» від Pixel Crow. Вона не стала комерційно успішною та отримала змішані відгуки від оглядачів. Найбільше критикою була піддана манера подання подій відеогри, які відбуваються в середині 1980-х. Персонажі відеогри часто використовують як расистські, так і сексистські репліки. На думку оглядача Джона Волкера від Rock, Paper, Shotgun, розробники не змогли таким чином передати автентичність тих часів, лише погіршивши враження від проєкту. Рішення 11 bit studios випустити Beat Cop не виправдало сподівань й шанувальників компанії після останніх успішних проєктів. Як стверджував маркетинговий директор 11 bit studios Патрик Гжещук (пол. Patryk Grzeszczuk) в інтерв'ю 2018 року для GamesIndustry.biz, на відшкодування збитків знадобилися місяці, зокрема через підтримку Beat Cop не лише до, а й після офіційного випуску. Також Гжещук розповідав, що якщо розробники могли пояснити причину додання того чи іншого об'єкту до відеогри, то вони як компанія не мали жодних заперечень, оскільки не хотіла ніяким чином обмежувати процес створення. Він визнав, що випуск відеогри у тому стані, якому вона була на той час було помилковим рішенням, проте заперечив, що Beat Cop була геть поганою: «Якби ми зараз спробували це знов, усе було б інакше... Я б не сказав, що ми повністю незадоволені Beat Cop, бо це не так. Це не досконала гра, і геть далека від того, щоб називатися досконалою, але деякі представлені ідеї були досить непоганими». Відповідаючи на зауваження щодо манери подання, він визнав, що наступного разу підходив би до цього питання з іншої сторони: «...перше, що ми мали б зробити, так це почати співпрацювати з кимось, хто розуміється на таких темах і культурі, щоб зрозуміти, як гра повинна передавати різні тематики». У серпні 2017 року компанія повідомила, що займатиметься випуском Children of Morta від Dead Mage та Tower 57 від Pixwerk. Остання була випущена у листопаді того ж року та отримала змішані відгуки від оглядачів і гравців.
Попри плани випустити Frostpunk наприкінці 2017 року, кінцева дата виходу була відтягнена до 24 квітня 2018-го. Відеогра відзначилася як схвальними відгуками від оглядачів і гравців, так і хорошими прибутками, перевершивши сподівання компанії: за три дні від початку продажів вдалося продати понад 250 тисяч копій, що повністю покрило всі витрати 11 bit studios як на розроблення відеогри, так і на маркетингову кампанію, а за рік кількість проданих копій перетнула помітку в 1,4 мільйона. Наприкінці 2019-го відеогра була випущена для PlayStation 4 та Xbox One. Ігровий процес This War of Mine більше зосереджувався на історії кількох осіб і труднощах, з якими їм доводиться зіткнутися під час облоги міста, водночас ігровий процес Frostpunk вирізнявся тим, що зосереджувався більше довкола гравця/гравчині та вирішення ними моральних дилем цілої спільноти в екстремальних умовах вулканічної зими. Через місяць після випуску Frostpunk видавничий підрозділ 11 bit studios випустив відеогру «Moonlighter» від Digital Sun, яка також справила хороші враження та стала комерційно успішною. Випуск двох вдалих проєктів поспіль відкрив компанії нові шляхи для розвитку. До весни 2018-го 11 bit studios як видавець обмежувалася 450-ма тисячами євро на проєкт, проте з успішними продажами Frostpunk і Moonlighter обмеження були прибрані, дозволивши вкладати кошти у витратніші задуми. Moonlighter стала першим проєктом 11 bit studios випущеним у Японії, окрім того, відеогра потрапила там до п'ятірки бестселерів у перший тиждень випуску. Продажі та популярність Moonlighter суттєво зросли після портування видавцем відеогри на Nintendo Switch восени того ж року. 2019 року серед усіх платформ було продано понад 500 тисяч копій, а в червні 2020-го продажі сягнули 1 мільйона: найбільше прибутків надійшло саме від продажів копій відеогри для Nintendo Switch.
На початку вересня 2019 року 11 bit studios випустила Children of Morta для Microsoft Windows, macOS та Linux. Уже за перші дні відеогра потрапила до переліку найпродаваніших проєктів на Steam та GOG, повністю покривши всі видатки Dead Mage на її створення. Окрім того, Children of Morta отримала дуже схвальні відгуки від оглядачів і гравців, відповідно до даних OpenCritic і Metacritic. Упродовж року відеогру портували для PlayStation 4 та Xbox One, а також Nintendo Switch.
2020 рік відзначився для компанії внесенням їхньої This War of Mine до списку рекомендованих творів для учнів старших класів Польщі. Таким чином, проєкт від 11 bit studios став першою відеогрою у світі, яка була додана до шкільної програми.
У серпні 2021 року розробники повідомили про розроблення Frostpunk 2.

## Розроблені проєкти
| Рік  | Назва                  | Жанр                     | Платформа                                                               |
| ---- | ---------------------- | ------------------------ | ----------------------------------------------------------------------- |
| 2011 | Anomaly: Warzone Earth | Tower Offense            | Microsoft Windows, macOS, iOS, Android, Xbox Live Arcade, PlayStation 3 |
| 2012 | Funky Smugglers        | Аркада                   | iOS, Android, Microsoft Windows, macOS                                  |
| 2012 | Sleepwalker's Journey  | Платформер               | iOS, Android, Microsoft Windows, macOS                                  |
| 2012 | Anomaly: Korea         | Tower Offense            | iOS, Android, Microsoft Windows, macOS, Linux                           |
| 2013 | Anomaly 2              | Tower Offense            | Microsoft Windows, macOS, iOS, Android, PlayStation 4                   |
| 2014 | Anomaly Defenders      | Tower Defense            | Microsoft Windows, macOS, Linux, iOS, Android                           |
| 2014 | This War of Mine       | Симулятор виживання      | Microsoft Windows, macOS, Linux, iOS, Android                           |
| 2018 | Frostpunk              | Симулятор містобудування | Microsoft Windows, PlayStation 4, Xbox One                              |
| 2024 | Frostpunk 2            | Симулятор містобудування | Microsoft Windows, PlayStation 5, Xbox Series X/S                       |
| 2025 | The Alters             | Симулятор виживання      | Microsoft Windows, PlayStation 5, Xbox Series X/S                       |

## Випущені проєкти
| Рік  | Назва               | Жанр                                    | Розробник           | Платформа                                                                                               |
| ---- | ------------------- | --------------------------------------- | ------------------- | --- |
| 2014 | Spacecom            | Стратегія в реальному часі              | Flow Combine        | Microsoft Windows                                                                                       |
| 2017 | Beat Cop            | Симуляційна відеогра                    | Pixel Crow          | Microsoft Windows, macOS, Linux, Android, iOS                                                           |
| 2017 | Tower 57            | Бойовик                                 | Pixwerk             | Microsoft Windows, macOS                                                                                |
| 2018 | Moonlighter         | Рольова відеогра                        | Digital Sun         | Microsoft Windows, macOS, Linux, PlayStation 4, Xbox One, Nintendo Switch                               |
| 2019 | Children of Morta   | Рольова відеогра, roguelike             | Dead Mage           | Microsoft Windows, PlayStation 4, Xbox One, Nintendo Switch                                             |
| 2022 | South of the Circle | Пригодницька відеогра                   | State of Play Games | iOS, macOS, Microsoft Windows, Nintendo Switch, PlayStation 4, PlayStation 5, Xbox One, Xbox Series X/S |
| 2023 | The Invincible      | Пригодницька відеогра                   | Starward Industries | Microsoft Windows, PlayStation 5, Xbox Series X/S                                                       |
| Н/Д  | The Thaumaturge     | Рольова відеогра, пригодницька відеогра | Fool's Theory       | Microsoft Windows                                                                                       |

## Games Republic
25 квітня 2014 року компанія у співпраці з Game Delivery Network запустила власну інтернет-крамницю «Games Republic» (укр. Відеоігрова республіка) для продажу відеоігор. Проте розчарувавшись фінансовими досягненнями та не знайшовши можливостей для поліпшення ситуації в наступних фінансових кварталах, 11 bit studios закрила вебсайт наприкінці 2016 року. 11 квітня 2017-го компанія повідомила, що їхню дочірню компанію, яка займалася підтримкою сервісу, придбала компанія «Lousva Trading Limited».